# Melilotus dentatus
Melilotus dentatus é uma espécie de planta com flor pertencente à família Fabaceae. 
A autoridade científica da espécie é (Waldst. & Kit.) Pers., tendo sido publicada em Synopsis Plantarum 2(2): 348. 1807.

## Portugal
Trata-se de uma espécie presente no território português, nomeadamente no Arquipélago dos Açores.
Em termos de naturalidade é possivelmente introduzida na região atrás indicada.

## Protecção
Não se encontra protegida por legislação portuguesa ou da Comunidade Europeia.